# Martinus van den Brandeler
Jhr. mr. Martinus van den Brandeler (Dordrecht, 3 oktober 1859 – Laag-Soeren, 2 mei 1924) was een Nederlands burgemeester.

## Biografie
Van den Brandeler was een lid van het geslacht Van den Brandeler en een zoon van de president van de arrondissementsrechtbank te Dordrecht mr. Johan Jacob Eliza van den Brandeler (1810-1867) en diens volle nicht Alida Petronella van den Brandeler (1827-1877). In 1887 trouwde hij met Johanna Adriana Petronella Geertruida Klem (1865-1944), uit welk huwelijk vier kinderen werden geboren. Zijn oudste dochter jkvr. Jeanne van den Brandeler (1891-1980) trouwde in 1912 met mr. Johan Bothenius Lohman (1887-1977), burgemeester van Assen. Bij Koninklijk Besluit van 8 maart 1897 werd hij, samen met enkele andere familieleden, verheven in de Nederlandse adel waarna hij en zijn nageslacht het predicaat jonkheer (jonkvrouw) mochten gaan voeren.
In 1887 werd Van den Brandeler burgemeester van Sassenheim, vanaf 1899 van Maassluis en tot slot vervulde hij dat ambt van 1908 tot 1915 te Middelburg.